# Hypostigma
Het hypostigma of de hypostigmatische cel is een onderdeel van de vleugel van bepaalde insecten. Het betreft een langwerpige cel die bij veel sterk gelijkende soorten een belangrijke determinatiesleutel is. Een voorbeeld van insecten met een hypostigma zijn de mierenleeuwen.